# Mark Pellington
Mark Pellington (nacido el 17 de marzo de 1962, en Baltimore) es un director de cine estadounidense. Dirigió The Mothman Prophecies, un filme de 2002 interpretado por Richard Gere; así mismo también dirigió Arlington Road de 1999, en donde aparecen Tim Robbins y Jeff Bridges.
Pellington también ha trabajado con algunos artistas musicales como Spanking Machine, Pearl Jam, Nine Inch Nails, Foo Fighters, U2, Bon Jovi e Imagine Dragons.
Ha dirigido la miniserie The United States of Poetry de 1995 para PBS, la cual ganó un Premio INPUT en 1996.

## Filmografía de vídeos musicales
- "Stay Right Here" - Deep 6 (1986)[1]
- "What's on Your Mind (Pure Energy)" - Information Society (1988)[2]
- "Repetition" - Information Society (1989)[2]
- "Gypsy Woman (She's Homeless)" - Crystal Waters (1991)[3]
- "Set Adrift on Memory Bliss" - P.M. Dawn (1991)[4]
- "Television Drug of a Nation" - Disposable Heroes of Hiphoprisy (1991)
- "Shut 'Em Down" - Public Enemy (1992)
- "Jeremy" - Pearl Jam (1992)
- "One" - U2 (1992) - buffalo version
- "Black Lodge" - Anthrax (1993)
- "Rooster" - Alice in Chains (1993)
- "Beautiful Girl" - INXS (1993)
- "Independent" - Sacred Reich (1993)
- "Hobo Humpin' Slobo Babe" - Whale (1994)
- "Tomorrow" - Silverchair (1995)
- "'74 - '75" - The Connells (1995)
- "Ladykillers" - Lush (1996)
- "Do the evolution (Single Video Theory)" - Pearl Jam (1999)
- "We're in This Together" - Nine Inch Nails (1999)
- "Lonesome Day" - Bruce Springsteen (2002)
- "Do You Realize??" - The Flaming Lips (2002) - UK version
- "Gravedigger" - Dave Matthews (2003)
- "Best of You" - Foo Fighters (2004)
- "Falling By the Way Side" - People in Planes (2005)
- "Everybody's Changing" - Keane (2005)
- "How To Save a Life" - The Fray (2006)
- "Soulmate" - Natasha Bedingfield (2007)
- "Girls In Their Summer Clothes (Winter Mix)" - Bruce Springsteen (2007)
- "Henry Poole Is Here" - Ron Irizarry (2008)
- "One Time We Lived" (version 2) - Moby (2009)
- "Syndicate" - The Fray (2010)
- "Laredo" - Band of Horses (2010)
- "Care" - Kid Rock (2011)
- "Hold My Hand" - Michael Jackson (2010)
- "Skyscraper" - Demi Lovato (2011)
- "I Won't Give Up" - Jason Mraz (2012)
- "Final Masquerade" - Linkin Park (2014)
- "Cool Kids" - Echosmith (2014)
- "Young Blood" - Bea Miller (2014)
- "Next to Me" - Imagine Dragons (2018)